# Democracia operária
Democracia operária é um conceito presente na terminologia marxista, principalmente os de vertente trotskista segundo o qual a denominação
Democracia operária é um regime no qual a classe operária, através de seus próprios organismos de poder, permanece no comando do Estado. A democracia operária difere do que os marxistas chamam de "democracia burguesa".
A democracia operária é um regime que só é possível em um Estado Operário, ao contrário da democracia burguesa, que só acontece em Estados capitalistas. Porém, nem todo Estado Operário vive sempre sob o regime de democracia operária, pois pode sofrer um processo de "Degenerescência Burocrática".
"Democracia operária" é empregada também com o sentido de um funcionamento democrático nos sindicatos e demais entidades de organização dos trabalhadores. Um sindicato onde existem assembléias com freqüência, e a base controla as ações dos dirigentes, é dito como exemplo da democracia operária.
Para muitos militantes marxistas, existe uma relação entre os dois significados em que o termo é empregado: a democracia operária exercitada pelos trabalhadores nos sindicatos e organizações de massas é a base para o funcionamento futuro de um regime de democracia operária em nível de Estado, embora o pŕoprio Karl Marx seja cético da democracia liberal.